# DArtagnan
dArtagnan is een Duitse folk- en folkrockband uit Neurenberg. De band omschrijft de muzikale stijl zelf als musketierrock. De naam van de band is afgeleid van de historische figuur d'Artagnan, die beroemd werd als hoofdpersoon van de roman De drie musketiers.

## Geschiedenis

### 2015–2020
dArtagnan werd in 2015 in Neurenberg opgericht door zanger en instrumentalist Ben Metzner, gitarist en achtergrondzanger Felix Fischer en gitarist en zanger Tim Bernard. Metzner en Fischer speelden ook samen in de middeleeuwse rockband Feuerschwanz. Datzelfde jaar nog tekende de band een contract bij het platenlabel Sony Music Entertainment. Op 26 februari 2016 verscheen het debuutalbum Seit an Seit, dat op nummer 7 binnenkwam op de Duitse albumlijst. De band haalde ook de 24e plaats in Oostenrijk en de 65e plaats in Zwitserland op hun respectievelijke albumlijsten. Het album werd geproduceerd door Thomas Heimann-Trosien, die reeds albums had geproduceerd voor onder meer Schandmaul, Nightwish en In Extremo. Later dat jaar werd het debuutalbum een tweede keer uitgebracht als zogenaamde Gold Edition, met daarop extra nummers en een live-cd. In 2017 ontving dArtagnan voor dit album een gouden plaat.
Op 16 april 2016 speelde de band op het Fest der Volksmusik in Halle an der Saale, dat werd uitgezonden door ARD en ORF. Van 11 tot 28 mei 2016 toerde de band door Duitsland.
Op 15 september 2017 verscheen het tweede album Verehrt & verdammt, dat nummer 11 bereikte op de Duitse albumlijst. In december 2017 kondigde Felix Fischer zijn vertrek aan bij zowel Feuerschwanz als dArtagnan. Hij werd vervangen door violist Gustavo Strauss. Gitarist Hans Platz van Feuerschwanz maakte tot en met 2017 tijdens liveoptredens ook deel uit van dArtagnan en heeft ook enkele stukken ingespeeld op het album Seit an Seit.
Op 15 maart 2019 verscheen het derde album genaamd In jener Nacht. Dit album behaalde de vijfde plaats op de Duitse albumlijst en plaats 35 en 39 in respectievelijk Oostenrijk en Zwitserland. In de zomer van 2019 trad dArtagnan op bij ZDF Fernsehgarten.

### 2021–heden
Op 26 maart 2021 verscheen het vierde album genaamd Feuer & Flamme. Dit album bereikte de zesde plaats op de Duitse albumlijst, 16e plaats in Oostenrijk en 22e plaats in Zwitserland. Begin 2022 ging dArtagnan naar aanleiding van dit album weer op toer. De reden voor het maandenlange uitstel was de maatregelen omtrent de coronacrisis. Een van de singles van het album was Farewell, een duet met Patty Gurdy. In de zomer van 2021 mochten dArtagnan en Gurdy dit nummer live ten gehore brengen bij ZDF Fernsehgarten. Later dat jaar bracht dArtagnan hun eerdere nummer Meine Liebste, Jolie opnieuw uit, ditmaal als duet met Patty Gurdy.
Van Feuer & Flamme verscheen ook een deluxeversie genaamd Feuer & Flamme (Helden Edition). Hierop waren onder meer de nummers An der Tafelrunde met Schandmaul en Kaufmann und Maid met Feuerschwanz, Patty Gurdy, Saltatio Mortis, Sasha, Subway to Sally en Tanzwut te horen. Ook stond er een Russisch nummer genaamd Pesnya mushketerov (Das Lied der Musketiere) op. Dit was de eerste keer dat dArtagnan primair in een andere taal dan het Duits zong.
In april 2022 verscheen het nummer Tanz in den Mai, de eerste single van het vijfde album Felsenfest dat op 28 oktober 2022 werd uitgebracht. Op 9 september 2022 verscheen de single My Love's in Germany, een duet met zangeres Zora Cock van de Nederlandse metalband Blackbriar. Het nummer is gebaseerd op een oud gedicht van Hector Macneill.
In 2023 bracht de band een cover van Hey Brother van de Zweedse dj Avicii uit, speciaal voor het tienjarig jubileum ervan. In 2024 werd een nieuw album aangekondigd: Herzblut. De vierde single van het nieuwe album was het gelijknamige nummer Herzblut, een duet met de Zwitserse zangeres Melissa Bonny.

## Stijl
De band omschrijft de muzikale stijl zelf als musketierrock. In videoclips en tijdens optredens gaan de bandleden ook gekleed als musketiers.
Critici vergelijken de band met Santiano, een band die schlager en volksmuziek combineert met toegankelijke teksten.

## Discografie

### Albums
| Jaar | Titel                 | Opmerkingen |
| ---- | --------------------- | ----------- |
| 2016 | Seit an Seit          |             |
| 2017 | Verehrt & verdammt    |             |
| 2019 | In jener Nacht        |             |
| 2021 | Feuer & Flamme        |             |
| 2021 | Feuer & Flamme – Live | Live-album  |
| 2022 | Felsenfest            |             |

### Singles
| Jaar | Titel                                        | Album                           | Opmerkingen                                                                                      |
| ---- | -------------------------------------------- | ------------------------------- | ------------------------------------------------------------------------------------------------ |
| 2016 | Seit an Seit                                 | Seit an Seit                    |                                                                                                  |
| 2016 | Bis zum letzten Atemzug                      | Seit an Seit                    |                                                                                                  |
| 2016 | Komm mit                                     | Seit an Seit                    |                                                                                                  |
| 2016 | Nebelmeer                                    | Seit an Seit (Gold-Edition)     |                                                                                                  |
| 2016 | Bella ciao                                   | Seit an Seit (Gold-Edition)     | traditioneel nummer                                                                              |
| 2017 | Neue Helden                                  | Verehrt & verdammt              |                                                                                                  |
| 2017 | Jubel                                        | Verehrt & verdammt              |                                                                                                  |
| 2017 | Die Nacht gehört dem Tanze                   | Verehrt & verdammt              |                                                                                                  |
| 2018 | Flucht nach vorn                             | In jener Nacht                  |                                                                                                  |
| 2019 | In jener Nacht                               | In jener Nacht                  |                                                                                                  |
| 2019 | Sing mir ein Lied                            | In jener Nacht                  |                                                                                                  |
| 2019 | Wallenstein                                  | In jener Nacht                  |                                                                                                  |
| 2019 | Einer für alle für ein’                      | In jener Nacht                  |                                                                                                  |
| 2019 | Chanson de Roland                            | In jener Nacht                  | traditionele roman, met eigen melodie                                                            |
| 2020 | Griechischer Wein                            | Feuer & Flamme (Helden Edition) | cover van Udo Jürgens                                                                            |
| 2020 | An der Tafelrunde                            | Feuer & Flamme (Helden Edition) | met Schandmaul                                                                                   |
| 2020 | C'est la vie                                 | Feuer & Flamme                  |                                                                                                  |
| 2021 | Farewell                                     | Feuer & Flamme                  | met Patty Gurdy                                                                                  |
| 2021 | Solang dein Blut                             | Feuer & Flamme                  |                                                                                                  |
| 2021 | Pesnya mushketerov (Das Lied der Musketiere) | Feuer & Flamme (Helden Edition) |                                                                                                  |
| 2021 | Feuer & Flamme                               | Feuer & Flamme                  |                                                                                                  |
| 2021 | Glücksritter                                 | Feuer & Flamme                  |                                                                                                  |
| 2021 | Feste Feiern                                 | Feuer & Flamme                  |                                                                                                  |
| 2021 | Meine Liebste, Jolie                         | -                               | heruitgave, met Patty Gurdy                                                                      |
| 2021 | Chanson de Roland (Live)                     | Feuer & Flamme - Live           | met Feuerschwanz                                                                                 |
| 2022 | Tanz in den Mai                              | Felsenfest                      |                                                                                                  |
| 2022 | Westwind                                     | Felsenfest                      |                                                                                                  |
| 2022 | Trink mein Freund                            | Felsenfest                      |                                                                                                  |
| 2022 | My Love's in Germany                         | Felsenfest                      | met Zora Cock van Blackbriar - traditioneel nummer                                               |
| 2022 | Dreht sich der Wind                          | Felsenfest                      |                                                                                                  |
| 2022 | We're gonna be drinking                      | Felsenfest                      | met Candice Night - gebaseerd op Zeven dagen lang                                                |
| 2023 | Hey Brother                                  | Herzblut                        | cover van Avicii                                                                                 |
| 2023 | Teufelsgeiger                                | Felsenfest                      |                                                                                                  |
| 2024 | Ruf der Freiheit                             | Herzblut                        |                                                                                                  |
| 2024 | Dem Himmel entgegen                          | Herzblut                        |                                                                                                  |
| 2024 | Herzblut                                     | Herzblut                        | met Melissa Bonny                                                                                |
| 2024 | Mosqueteros                                  | Herzblut                        | met Mägo de Oz en Rafa Blas                                                                      |
| 2024 | Coeur de la mer                              | Herzblut                        |                                                                                                  |
| 2024 | The Riddle                                   | Herzblut                        | met Visions of Atlantis - cover van Nik Kershaw                                                  |
| 2024 | Cheers my friend                             | Herzblut                        | met Fiddler's Green en Ye Banished Privateers - Engelstalige versie van Trink mein Freund (2022) |

### Promotionele singles
| Jaar | Titel                          | Opmerkingen           |
| ---- | ------------------------------ | --------------------- |
| 2016 | En Garde (Live)                |                       |
| 2021 | Heroes                         | Cover van David Bowie |
| 2021 | Völkerschlacht                 |                       |
| 2022 | Felsenfest                     |                       |
| 2023 | C'est la vie (English Version) |                       |

### Als gastmuzikant
| Jaar | Titel                    | Opmerkingen                                                                                               |
| ---- | ------------------------ | --- |
| 2020 | Kaufmann und Maid        | Saltatio Mortis, dArtagnan, Feuerschwanz, Patty Gurdy, Saltatio Mortis, Sasha, Subway to Sally en Tanzwut |
| 2021 | Chanson de Roland (Live) | met Feuerschwanz                                                                                          |
| 2021 | Brunhild (Live)          | Saltatio Mortis ft. dArtagnan en Feuerschwanz                                                             |

## Prijzen en onderscheidingen
| Jaar | Titel               | Uitreiking           | Opmerkingen                 |
| ---- | ------------------- | -------------------- | --------------------------- |
| 2017 | Newcomer des Jahres | Feste der Volksmusik |                             |
| 2017 | Gouden plaat        | BVMI                 | Voor het album Seit an Seit |